# Editorial Minerva
A Editorial Minerva é uma editora portuguesa fundada no ano de 1927 por Manuel Rodrigues.
Em 1929 Rodrigues criou o Almanaque Borda d'Água, dando a conhecer através da sua capa o “Velho da Cartola”, figura emblemática e de destaque para os leitores e seguidores deste enorme sucesso da editora. A história e o nome do Almanaque quase que se confunde com a história da própria Editora, que ano após ano, vem aumentando cada vez mais o seu sucesso. Inicialmente era feita uma tiragem máxima de 30 mil exemplares, muito abaixo da dos dias de hoje, que perante a aceitação dos seus fiéis leitores e seguidores, atinge uma tiragem superior aos 250 mil, sendo os 350 mil exemplares o record de vendas num só ano, tornando-se assim o seu maior best-seller de sempre.
Atualmente, o poeta Delmar Maia Gonçalves é Coordenador Literário da Minerva.

## Autores editados pela Minerva
José Saramago, que viria a ser Prémio Nobel da Literatura, publicou a sua primeira obra, Terra do Pecado (1947), na editora.

## Edições de autor com chancela
Nos anos 1990, a Minerva converteu o seu modelo de negócio e agora dedica-se às edições de autor com chancela, ou seja, são os editores que pagam para serem publicados ou, então, são bancos, juntas de freguesia, autarquias e outros particulares que patrocinam a edição, sendo que é a editora a suportar uma 2ª edição caso o livro seja viável. A Minerva publica ainda antologias poéticas nas quais o autor tem de pagar para ser publicado.
Apesar de a editora se queixar de "firmas [concorrentes que imitam o modelo de negócio da Minerva] sem escrúpulos que estão a estragar o mercado", a Minerva tem ela sido alvo de queixas. Num artigo publicado pela Agência Lusa em 2007, a empresa foi acusada de não ser clara com o facto de serem os autores a custear a edição, de não efetivamente distribuir os livros que edita, e de selecionar os autores que publica com base na sua capacidade de suportarem a publicação em vez de ser na sua qualidade literária, embora a editora assegure que "com frequência, a Minerva recusa originais por não terem qualidade suficiente, assim como edita autores que, embora hoje não sejam reconhecidos, podem vir a ter um lugar no panorama literário daqui a 50 anos".